# Лутц (Флорида)
Лутц (англ. Lutz) — переписна місцевість (CDP) в США, в окрузі Гіллсборо штату Флорида. Населення — 23 707 осіб (2020).

## Географія
Лутц розташований за координатами 28°8′23″ пн. ш. 82°26′40″ зх. д. / 28.13972° пн. ш. 82.44444° зх. д. (28.139752, -82.444420).  За даними Бюро перепису населення США в 2010 році переписна місцевість мала площу 70,21 км², з яких 63,85 км² — суходіл та 6,36 км² — водойми.

## Демографія
Згідно з переписом 2010 року, у переписній місцевості мешкали 19 344 особи в 7250 домогосподарствах у складі 5405 родин. Густота населення становила 276 осіб/км².  Було 7822 помешкання (111/км²).
Расовий склад населення:
| - 88,8 % — білих - 4,8 % — чорних або афроамериканців - 2,5 % — азіатів - 0,4 % — корінних американців - 0,1 % — вихідців з тихоокеанських островів - 1,4 % — осіб інших рас |

До двох чи більше рас належало 2,1 %. Частка іспаномовних становила 12,8 % від усіх жителів.
За віковим діапазоном населення розподілялося таким чином: 22,5 % — особи молодші 18 років, 65,2 % — особи у віці 18—64 років, 12,3 % — особи у віці 65 років та старші. Медіана віку мешканця становила 43,3 року. На 100 осіб жіночої статі у переписній місцевості припадало 99,6 чоловіків;  на 100 жінок у віці від 18 років та старших — 98,3 чоловіків також старших 18 років.
Середній дохід на одне домашнє господарство  становив 92 878 доларів США (медіана — 67 847), а середній дохід на одну сім'ю — 109 772 долари (медіана — 88 024). Медіана доходів становила 55 180 доларів для чоловіків та 42 122 долари для жінок. За межею бідності перебувало 6,7 % осіб, у тому числі 7,8 % дітей у віці до 18 років та 2,8 % осіб у віці 65 років та старших.
Цивільне працевлаштоване населення становило 10 097 осіб. Основні галузі зайнятості: освіта, охорона здоров'я та соціальна допомога — 26,1 %, науковці, спеціалісти, менеджери — 14,2 %, роздрібна торгівля — 11,4 %, будівництво — 9,7 %.